# Escudo de Ciudad Real

Escudo de Ciudad Real ajustado a las normas heráldicas.

El escudo de Ciudad Real (Castilla-La Mancha, España) responde a la siguiente descripción heráldica: En campo de azur, la figura de un rey, con espada y cetro en sus manos y sentado en su trono, bajo un arco de oro apoyado en dos columnas de plata con base y capiteles de oro, y rodeado de una muralla hexagonal con seis torres igualmente de oro y con puerta de gules. Lleva bordura de gules con ocho castillos de tres torres almenadas de oro, aclarados de azur y mazonados de sable. Va timbrado con corona real cerrada. A veces lleva una cinta con la leyenda «muy noble Ciudad Real muy leal», lema concedido por Don Juan II al otorgarle el título de ciudad.

## Historia
El escudo de Ciudad Real tiene su origen en la fecha de la fundación de la entonces Villa Real por el rey Alfonso X el Sabio, en 1255, momento en el cual se adoptan como armas municipales la efigie del propio monarca castellano, representado en el interior de la villa amurallada, como puede verse en una pieza de piedra labrada que figuraba en la fachada del antiguo ayuntamiento. Posteriormente el escudo se completó con los elementos que hoy lo conforman, en particular la bordura de gules con ocho torres o castillos de oro, que inicialmente sustituían a la muralla y posteriormente se añadieron a ésta. La última versión del escudo(fotografía) fue dibujada por Don Federico Pérez Castilla, exdirector de la escuela de Bellas Artes de Ciudad Real.